# Parca (vestuário)

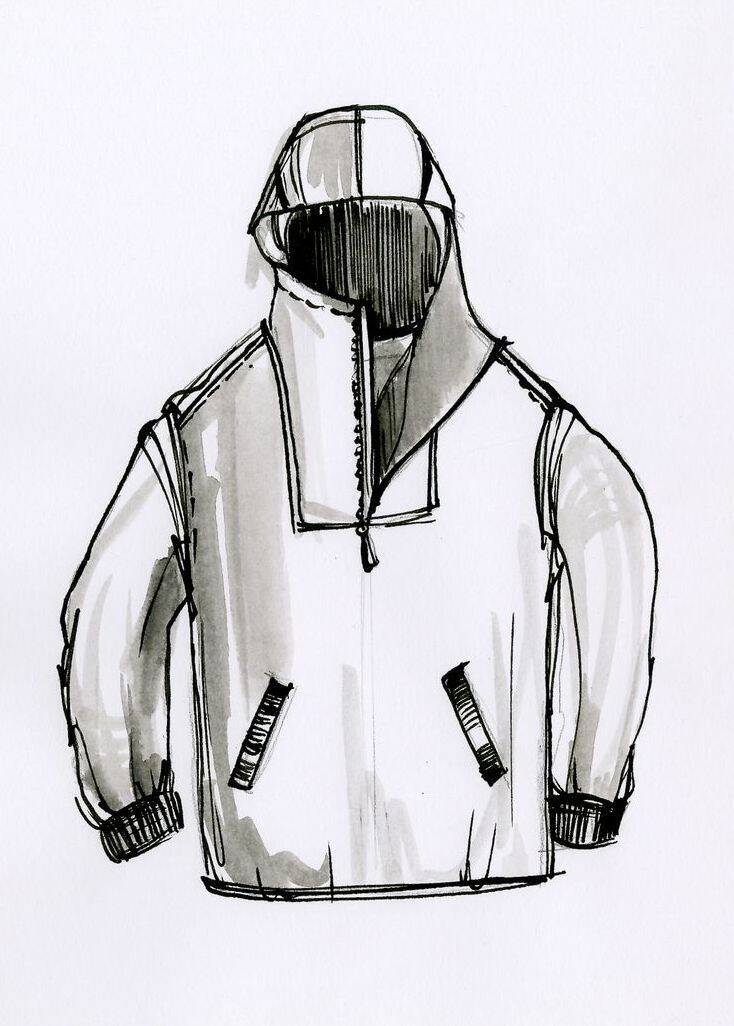
Ilustração.

A parca é uma peça de vestuário, impermeável, que se assemelha a um agasalho com capuz e geralmente é utilizado por praticantes de esportes ao ar livre onde estão sujeitos às condições do clima.
Emprestada do vestuário militar, a parca foi muito utilizada na década de 1960 pela juventude inglesa, denominada mod. Nesse caso, ela costumava ser verde-militar com o escudo da Royal Air Force (força aérea inglesa) bordado. Os rapazes de "Quadrophenia" (filme dirigido pela banda de rock The Who) ostentam essa peça de vestuário para protegerem-se do clima severo e recordar o valor de seus pais, pilotos combatentes na guerra.
Quem criou a parca foram os esquimós. Existem poucas diferenças entre parca e anorak. Estritamente falando, um anorak ou anoraque é uma jaqueta impermeável, com capuz, que geralmente não possui uma abertura frontal (pulôver). Já a parca é um casaco para proteger do frio, mais pesado, que vai até os joelhos, geralmente forrado com penas ou fibras sintéticas, e um capuz também forrado.